# ديمتري أنتوني
ديمتري أنتوني (بالإستونية: Dmitri Antoni)‏ هو متزلج فني إستوني، ولد في 18 أغسطس 1983 في فيلسك في روسيا.

## وصلات خارجية
- ديمتري أنتوني على موقع الاتحاد الدولي للتزلج (الإنجليزية)
- ديمتري أنتوني على موقع الاتحاد الدولي للتزلج (الإنجليزية)